# Polypodium glycyrrhiza
Polypodium glycyrrhiza là một loài thực vật có mạch trong họ Polypodiaceae. Loài này được D.C. Eaton miêu tả khoa học đầu tiên năm 1856.

## Hình ảnh

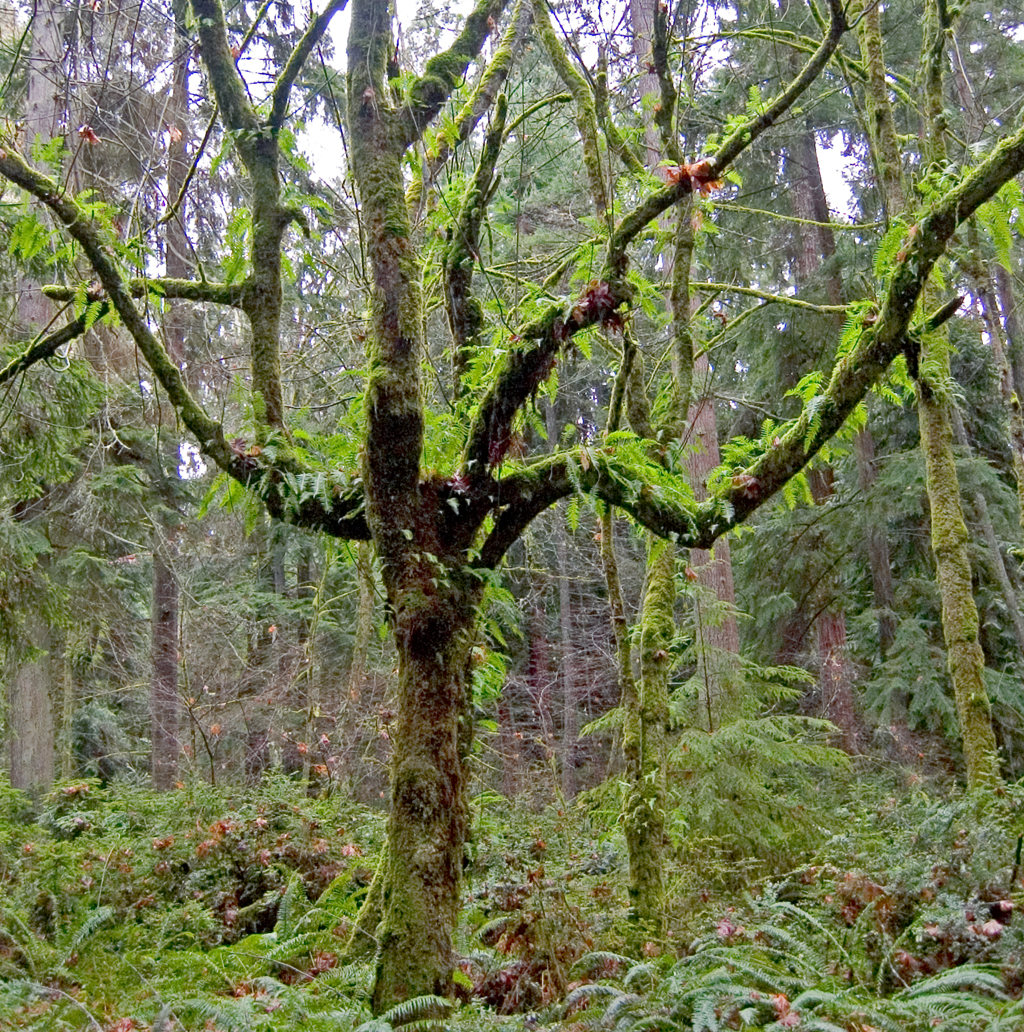
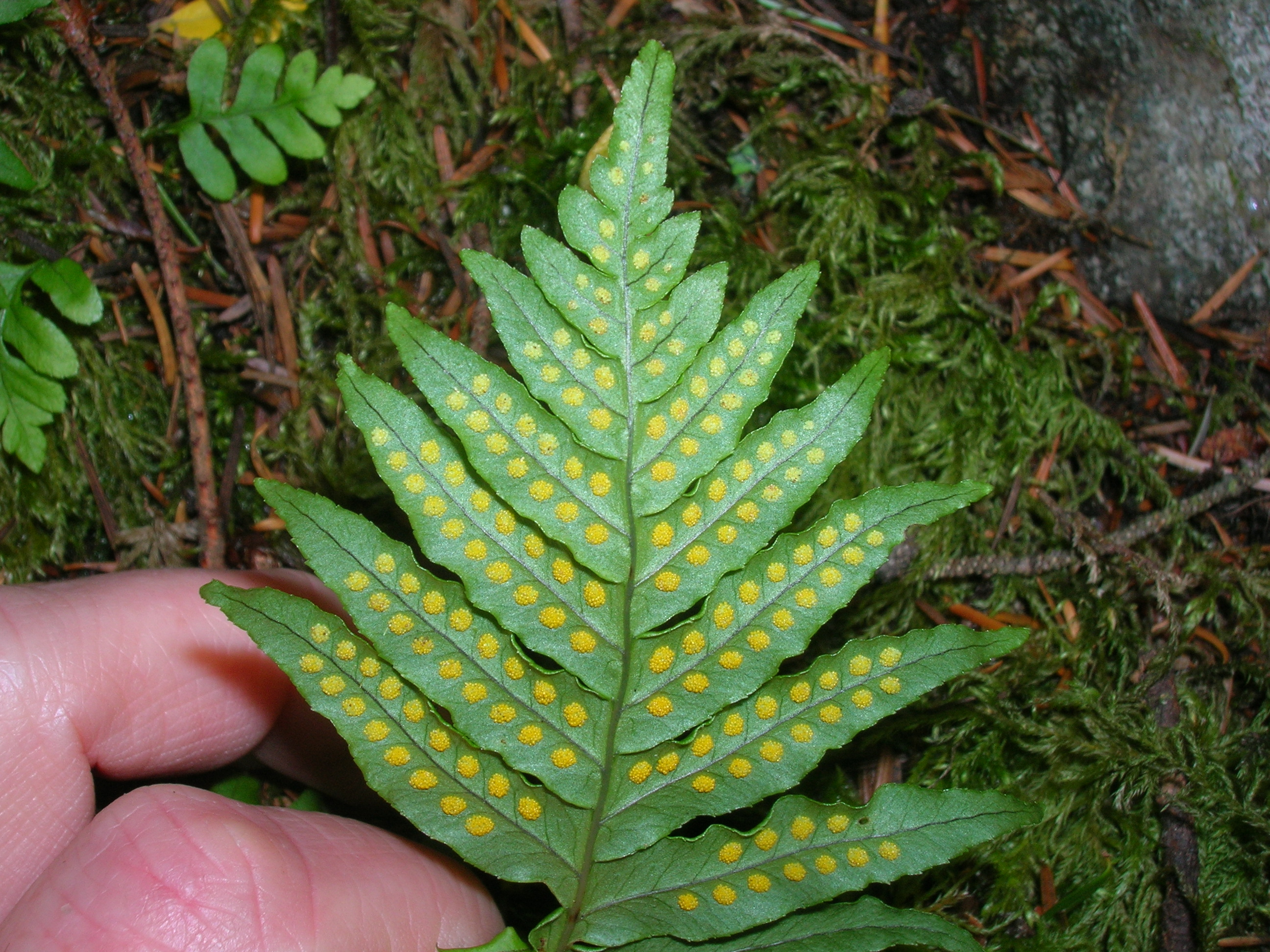
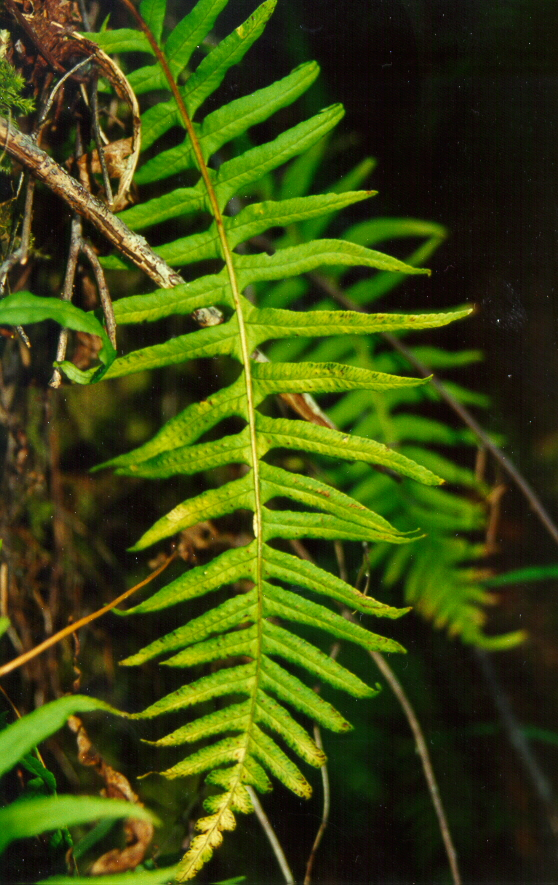
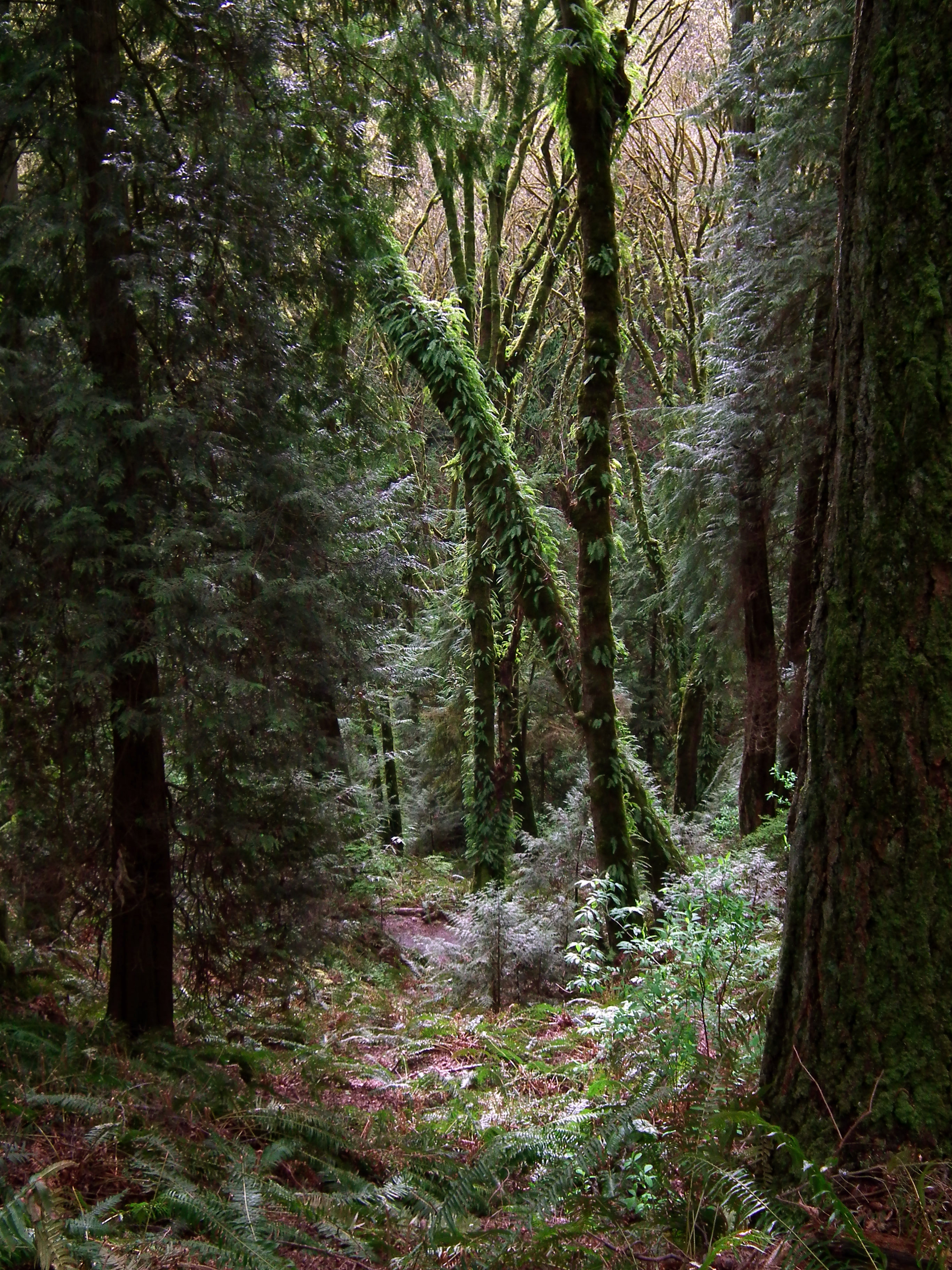